# Lokovica (Šoštanj, Slovenija)
Lokovica je naselje u slovenskoj Općini Šoštanju. Lokovica se nalazi u pokrajini Štajerskoj i statističkoj regiji Savinjskoj. 

## Stanovništvo
Prema popisu stanovništva iz 2002. godine naselje je imalo 850 stanovnika.